# 北方町
北方町（日语：／ Kitagata chō */?）為岐阜縣的町。位于岐阜縣西南部，濃尾平原北部。是岐阜內面積最小的市町村，人口密度卻是最高。為本巢郡唯一的町。